# Eupithecia cohabitans
Eupithecia cohabitans es una especie de polilla de la familia Geometridae. La especie fue descrita por primera vez por Claude Herbulot habiendo sido descrita en 1972, con distribución en Madagascar. El holotipo de la especie fue descrita en el Macizo de Andringitra, a nivel del Imarivolanitra (antes Pic Boby), a aproximadamente 2500 metros (8202,1 pies) de altitud. Tiene gran similitud morfológica con otra especie de Madagascar, E. bicurvicera pero las partes anteriores no están tan lavadas de color blanquecino, por lo que la característica raya negra de la E. bicurvicera se destaca mucho más claramente en la parte inferior del ala.